# TV Show King
TV Show King es un videojuego lanzado a finales del 2008 por Gameloft. El juego consiste en un divertido programa de televisión, en el cual tu propio Mii podrá responder preguntas y respuestas de diferentes categorías como: Historia y Geografía, Conocimiento General, Escolar, Ciencias y Naturaleza, Entretenimiento y Deportes. En total son 7 preguntas en cada ronda, después de las preguntas tienen la opción de apostar dinero en una ruleta que al girarla puedes ganar dinero, perder dinero, dar dinero, quitar dinero, intercambiar dinero o perder todo el dinero. Al final del juego solo los 2 mejores jugadores continuarán hasta la ronda final, que consiste en (literalmente): El primero en contestar correctamente a 5 preguntas ganara el duelo, si ambos concursantes responden correctamente el punto se otorgara al más rápido, el ganador del duelo obtendrá el 50% de las ganancias del perdedor. Al final solo quedará uno y será el rey del show de esta noche.
- Datos: Q3110243